# Cipaku (Cipaku)
Cipaku is een bestuurslaag in het regentschap Ciamis van de provincie West-Java, Indonesië. Cipaku telt 3594 inwoners (volkstelling 2010).